# Caparo T1
A Caparo Vehicle Technologies (CVT), korábbi nevén Freestream egy brit cég, amely a modern technológiai fejlesztések, közelebbről a speciális anyagvizsgálatok terén működik, autóipari designszolgáltatásokat nyújt, továbbá a motorsport- és repülőgépipar-piacokon is jelen van.
A cég eredetileg Freestream néven alakult 2006 áprilisában. Alapítói Graham Halstead és Ben Scott-Geddes, akik annak idején a McLaren F1 projekt fejlesztésében mérnökként vettek részt. A társaság a Caparo bejegyzett márkanév alapján átnevezte vállalkozását Caparo Vehicle Technologiesra. Jelenleg a T1 speciális sportautó, illetve ennek extrém változata szerepel a kínálatukban.

## Caparo T1
A Caparo T1 kompromisszumok nélküli, kiforrott műszaki alapokra épül, és nagyszerűen mutatkozik meg benne annak az alkotói csapatnak a munkája, amelynek tagjai jelentős szerepet játszottak a világ leggyorsabb és legnagyobb hírnevű járműveinek tervezésében és fejlesztésében.
A Caparo T1 egy könnyű építésű, kétüléses, szívómotoros utcai szupersportkocsi, melyet 2006-ban mutatott be az angol székhelyű Caparo Vehicle Technologies. A brit cég alapító-igazgatója Ben Scott-Geddes, műszaki igazgatója Graham Halstead. A projektben több olyan mérnök is részt vesz, akik korábban a McLaren F1 fejlesztésében is segédkeztek, köztük Gordon Murray is.
Az autó a McLaren F1 LM (melyet 1995-ben mutattak be) szellemi örökségét viszi tovább, ami a minél jobb erő/tömeg arány elérését célozza egy kompromisszumok nélküli, mégis utcai közlekedésre is használható szupersportkocsinál. Ennek megfelelően az autó menetkész erő/tömeg aránya mai mércével mérve kimagasló: összehasonlításképp meghaladja még a legjobb ma kapható, gyári kivitelű utcai 1000 cm³-es sportmotorkerékpárokét (pl. Ducati Desmosedici RR, BMW S1000RR, Suzuki GSX-R 1000 K10) is; a továbbfejlesztett Race Extreme változat (lásd lentebb) erő/tömeg aránya pedig nagyjából egy mai 800 cm³-es MotoGP versenymotorénak felel meg. A T1 szerkezetét a Formula—1 ihlette, felépítményének és teljesítményének köszönhetően rendkívül alkalmas utcai használatra, valamint hobbi-pályaversenyzésre is. A Caparo T1 2007 közepétől vásárolható meg. Ára megközelítőleg 328 000 euro.

## A Caparo T1 általános műszaki adatai és jellemzői
- Száraz tömege 470 kg (1040 font), hossza 4066 milliméter (160,1 hüvelyk), szélessége 1990 milliméter (78 hüvelyk), magassága 1076 milliméter (42,4 hüvelyk), a tengelytáv pedig 2900 milliméter (110 hüvelyk). Az üzemanyagtartály kapacitása 70 liter (18 amerikai gallon).
- A külső nagyon hasonlít a versenyautó-prototípusokéhoz, illetve a Formula—1-es versenyautókéhoz. A könnyű, szénszálas, csővázzal is kiegészített, önhordó karosszéria aerodinamikailag kis ellenállású felépítését az állítható, iker elülső szárny, valamint az egytagú, speciális kialakítású hátsó szárnyelem egészíti ki. A szárnykiképzés folytán a talaj irányába ható diffúzió lehetővé teszi, hogy 875 kg (1929 font) leszorítóerő jöjjön létre 240 km/órás (150 mérföldes) sebességnél. A szárnyak a közúti és a versenypályákon fennálló feltételek igényei szerint cserélhetőek.
- A beltér kétüléses. Kialakításából hiányzik minden luxus, ami itt csak felesleges súlytöbbletet jelentene. Az utas a vezetőhöz képest hátrább ül, így az ülések a megszokottnál közelebb lehetnek egymáshoz, és kisebb a szélesség. Beépítésre került egy fejvédő rendszer, valamint hatpontos biztonsági övek a vezető és az utas számára, a fejtámlák kialakítása pedig a HANS device[4] felhasználásával történt. Az utastér biztonsági cellaként működik, nagy szilárdságú acél csőváz veszi körül, valamint tűzoltó rendszerrel is felszerelték. A műszerfal a ma már szokásos digitális eszközökkel ellátott. A vezetéshez aktív segítséget nyújt a fedélzeti számítógép, melynek vezérlése a többfunkciós adatgyűjtő és sebességérzékelő rendszer[5] kiértékelt adatai alapján, az ABS (fékerőszabályzó), az ASR (kipörgésgátló)[6] és a versenyek startjánál használatos Launch control[7] automatika támogatásával történik.

## A T1 erőátvitele, hajtáslánca
- Az erőforrás egy 116 kg-os (256 fontos), 32 szelepes, 3496 köbcentiméteres, teljes egészében alumínium ötvözetű szívómotor, a Menard V8, melynek két hengersora 90°-os szöget zár be, a kenését pedig száraz olajteknős rendszerrel oldották meg. A motort többször áttervezték, korábban többek között egy kisebb, 2,4 literes, kompresszoros egységet is építettek.
- A legnagyobb teljesítmény 575 lóerő (429 kW) 10.500-as percenkénti fordulatszámnál — így az autó teljesítmény/tömeg aránya 1223 LE/t (912,8 kW/t) —, a legnagyobb nyomaték pedig 420  Nm (310 fontláb) 9000-es fordulatnál. 
  - A motor metanolhajtású változata eléri a 700 lóerős (520 kW-os) teljesítményt.
- A motor egy mindenre kiterjedő Pectel SQ6 motorvezérlő egységgel lett ellátva, levegőellátását pedig ellenőrzött nyitású by-wire fojtószeleprendszer biztosítja.
- A sebességváltó egy 6 fokozatú Hewland szekvenciális váltószerkezet, kompozit öntvénye magnézium és szén felhasználásával készült, speciális öntéstechnológia alapján. A pneumatikus működtetés képes felfelé 60 ms, visszafelé pedig 30 ms alatt váltani a sebességfokozatok között. A hajtáslánc tartalmaz még egy önzáró differenciálművet is.

## Az önhordó vázszerkezet és a futómű
- A karosszéria szénszálas és alumínium méhsejt szerkezetű, az elülső kiképzése ütközéscsökkentő szerkezettel ellátott. A vezetőülés mögötti, a hajtásláncot és futóművet hordozó hátsó tartószerkezetet speciális anyagú csövekből és elrendezéssel alakították ki.
- Az első-, illetve hátsó felfüggesztés kettős keresztlengőkaros konstrukció, hangolható kanyarstabilizátorokkal, továbbá ötféle beállítást tartalmazó verseny-lengéscsillapítók is beépítésre kerültek.
- A fékrendszer 355 milliméteres (14,0"), belső hűtésű acél féktárcsákkal, elöl hat-, hátul négydugattyús féknyergekkel lett kialakítva. A fék vezérlése egy automatikán keresztül szintén állítható, továbbá a különböző igénybevételekre a fékbetétek különböző, speciális anyagú változatai állnak rendelkezésre.
- A kerekek teljes egészében alumíniumötvözetűek, elöl 10×18 (250×460 mm), hátul 11×19 (280×480 mm) méretűek, Pirelli P Zero Corsa gumikkal szerelve. Magnéziumötvözetű változatai, illetve a Pirelli Slick vizes pályás gumiabroncsok opcióként kaphatóak.

## Menetteljesítmények
A T1 alapváltozat maximális sebessége a minimális leszorítóerőt adó beállításnál 205 mérföld/óra (330 km/h). Álló helyzetből ekkor a 100 kilométer/órás (62 mérföld/órás) sebesség eléréséhez 2,5 mp-re van szüksége, a 160 kilométer/óra (99 mérföld/óra) sebességet pedig 4,9 mp alatt éri el, ha a gumiabroncsnyomás beállítása megfelelő. A becsült oldalirányú, illetve fékezési (negatív) gyorsulás értéke a beállítások és a tapadási viszonyok függvényében akár a 3 g értéket is elérheti.

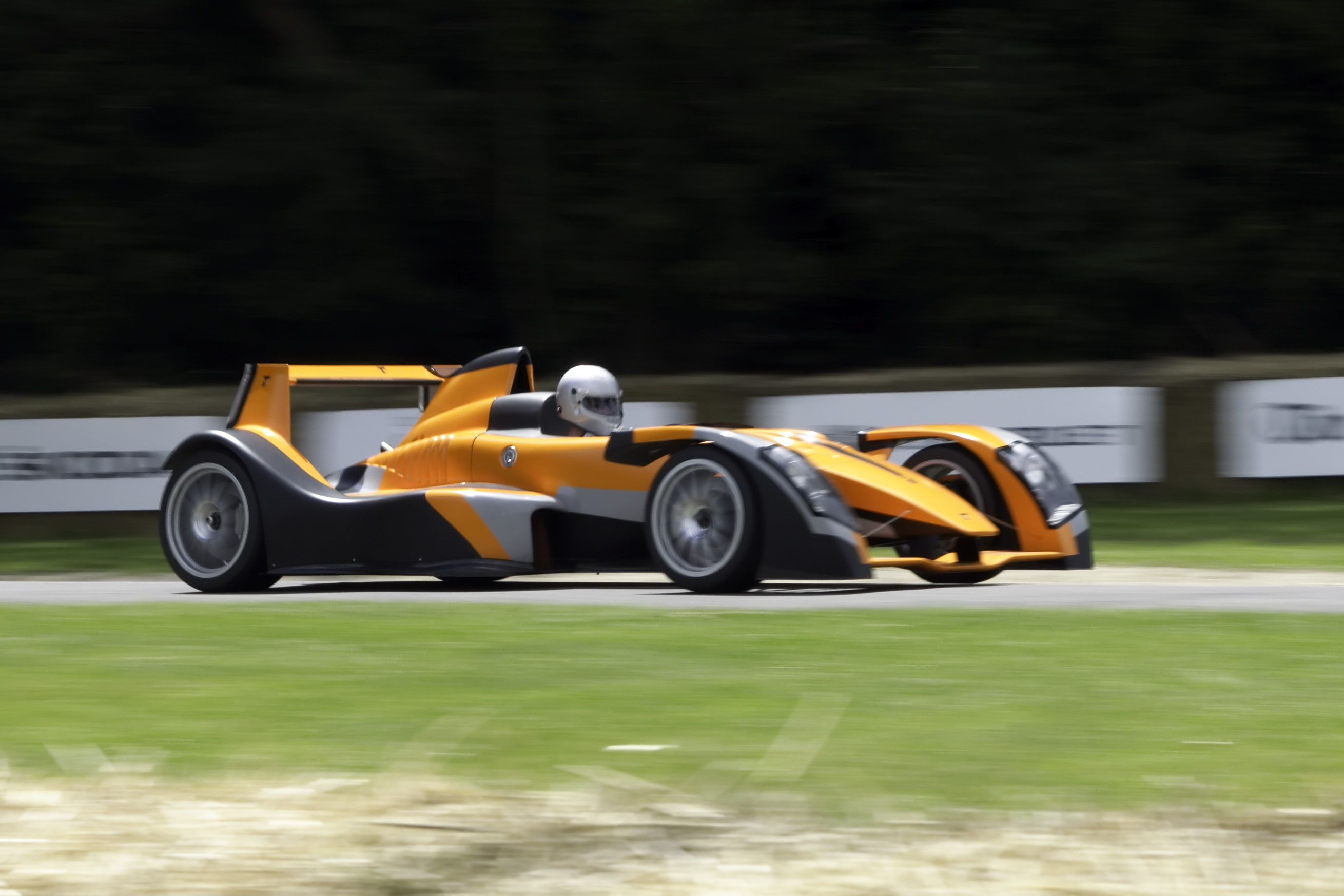
Caparo T1
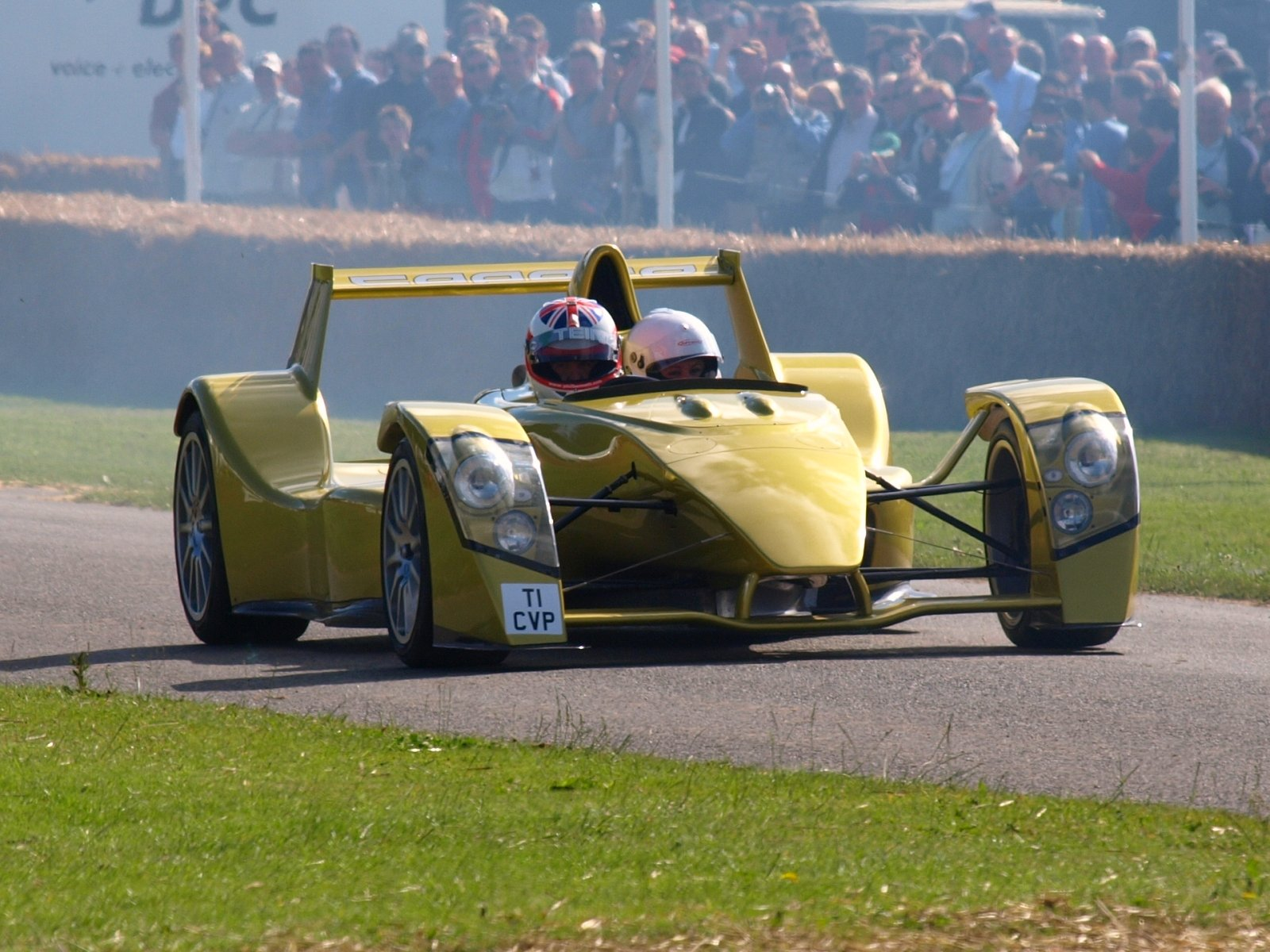
A Caparo T1 Goodwoodban, 2008. júl. 12.
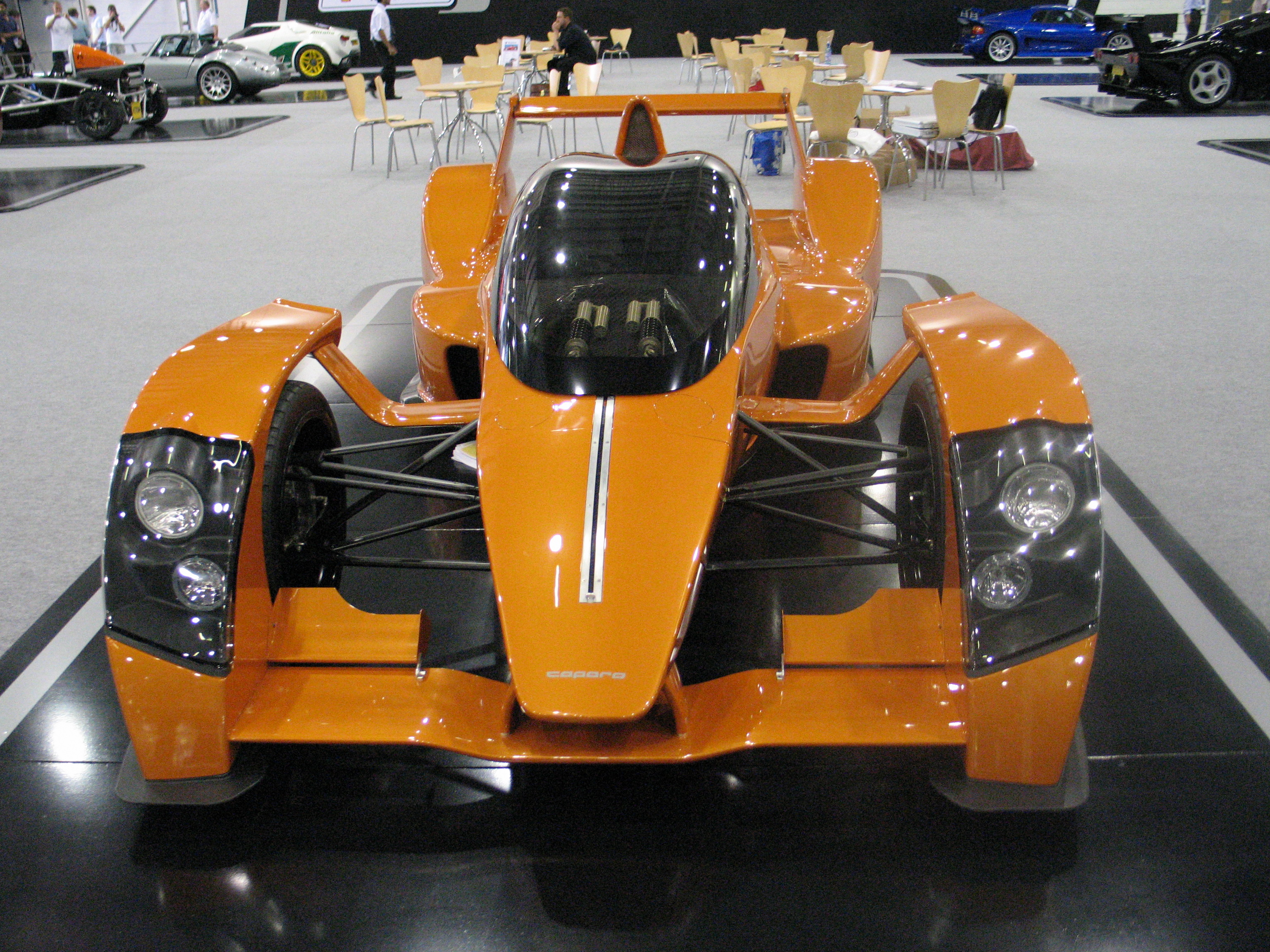
Caparo T1
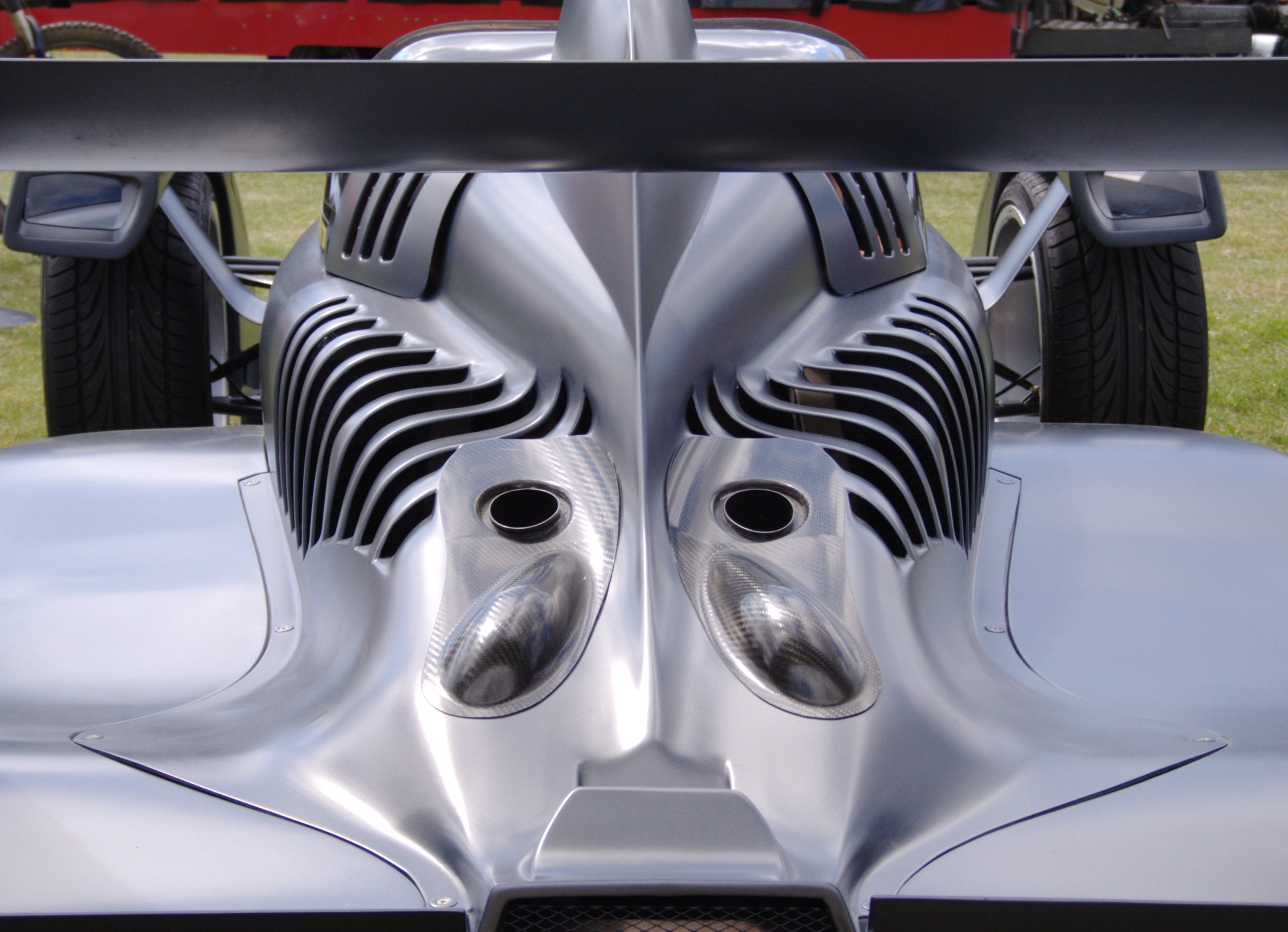
A Caparo T1 hátsó része

## Caparo T1 Race Extreme
2009 eleje óta rendelhető a továbbfejlesztett Caparo T1 Race Extreme — szintén utcai közlekedésre alkalmas — változat is, amelyben választható opcióként helyet kapott a légkondicionáló berendezés is. A motor teljesítményét 575 lóerőről 620 lóerőre emelték, emellett javítottak a fékek teljesítményén (a korábbi 3 g-s lassítás helyett már akár 4 g-s lassításra is képesek), és javítottak a leszorítóerőt termelő szárnyakon is (a korábbi 3 g helyett akár 3,5 g oldalirányú gyorsulásra is képes megcsúszás nélkül). Az új modell ára megközelítőleg 370 000 amerikai dollár.

## Összehasonlítás a Radical SR8 LM paramétereivel
Hasonló elveken épített, utcai közlekedésre is alkalmas szupersportautókat kínál még a szintén angol székhelyű Radical Sportcars. Csúcsmodelljük, mely valamivel kisebb menetteljesítményre képes, a Radical SR8 LM (460 LE, 650 kg üres tömeg), amivel egészen a Caparo T1 gyártásának megkezdéséig tartották a körrekordokat a kipróbált versenypályákon az utcai sportautók közt. A Radical SR8 LM menetkész erő/tömeg aránya nagyjából egy mai gyári 750 cm³-es utcai sportmotorkerékpárénak (pl. Suzuki GSX-R 750 K10) felel meg.
| Típusnév               | Teljesítmény [LE] | Forgatónyomaték [Nm] | Teljesítmény/tömeg [LE/kg] | Teljesítmény/térfogat [LE/liter] |
| ---------------------- | ----------------- | -------------------- | -------------------------- | -------------------------------- |
| Caparo T1 3.5L         | 575               | 420                  | 1,07                       | 164,3                            |
| Caparo T1 Extreme 3.5L | 620               | n. a.                | 1,15                       | 177,1                            |
| Radical SR8 LM 2.7L    | 460               | n. a.                | 0,73                       | 170,4                            |